# Campylocheta malaisei
Campylocheta malaisei är en tvåvingeart som först beskrevs av Louis-Paul Mesnil 1953. Campylocheta malaisei ingår i släktet Campylocheta och familjen parasitflugor.
Artens utbredningsområde är Myanmar. Inga underarter finns listade i Catalogue of Life.